# Longiano
Longiano is een gemeente in de Italiaanse provincie Forlì-Cesena (regio Emilia-Romagna) en telt 6042 inwoners (31-12-2004). De oppervlakte bedraagt 23,6 km², de bevolkingsdichtheid is 242 inwoners per km².
De volgende frazioni maken deel uit van de gemeente: Capoluogo, Budrio, Ponte Ospedaletto, Crocetta, Montilgallo, Felloniche, Badia, Massa.

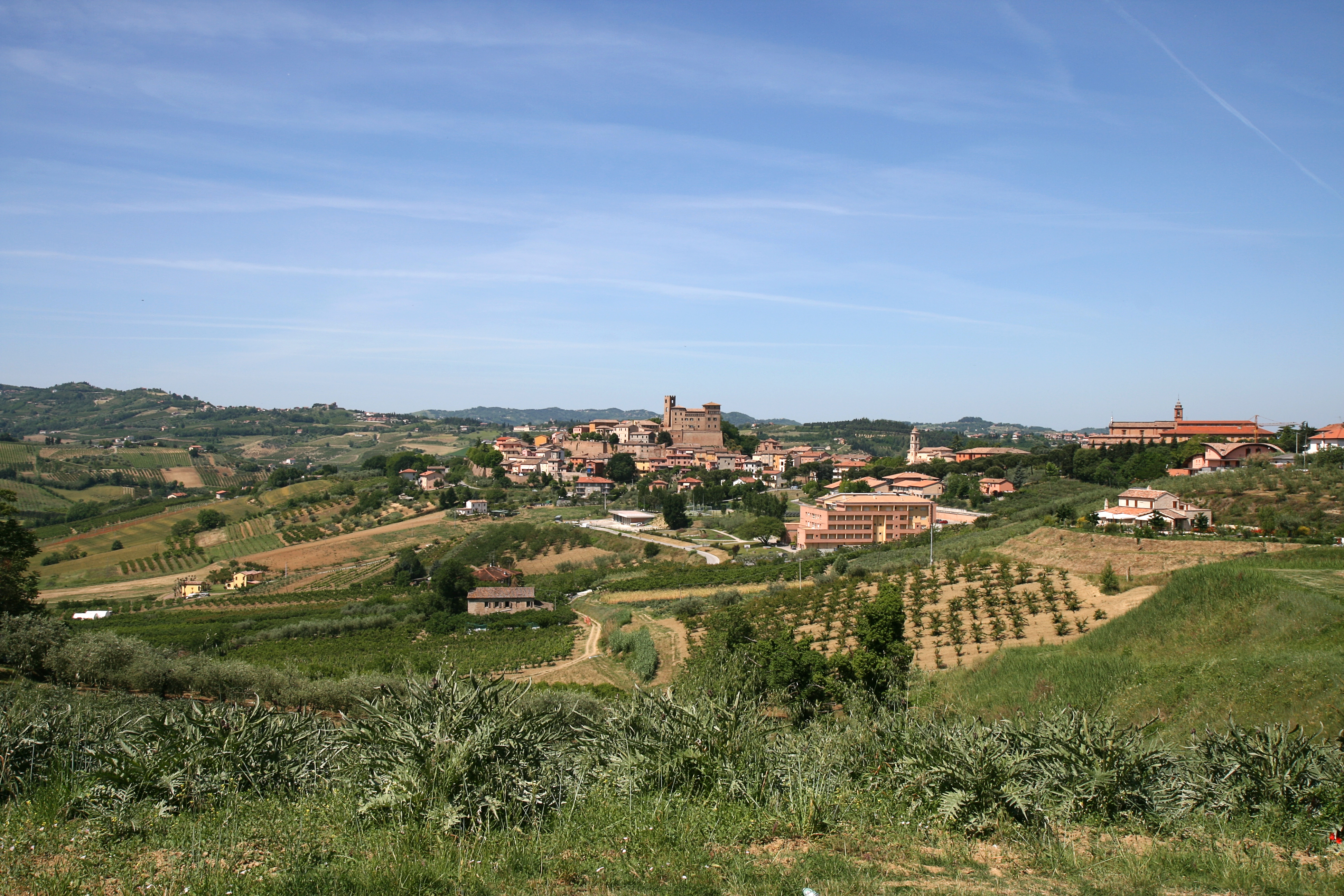
Longiano
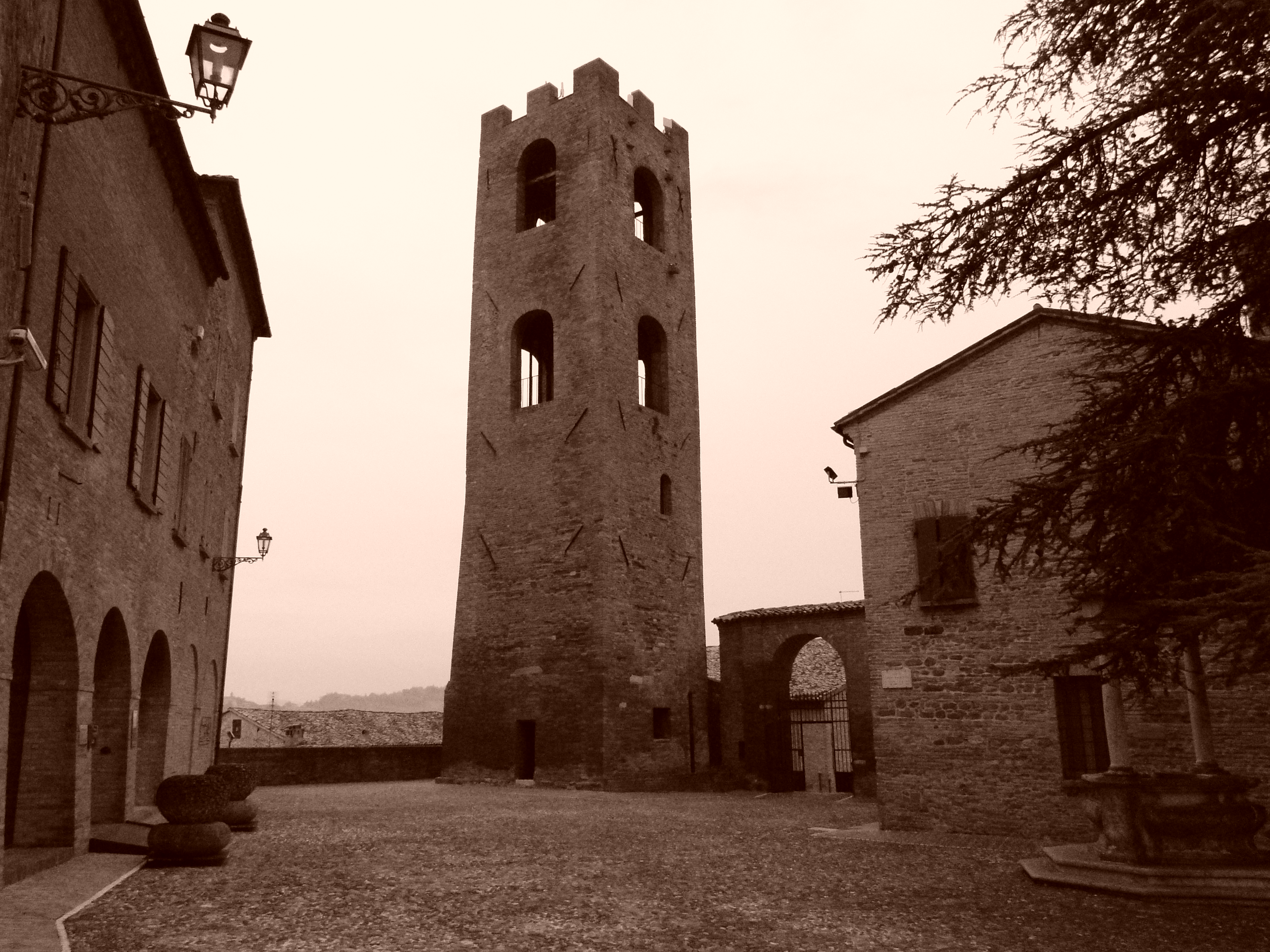
Castello Malatesta

## Demografie
Longiano telt ongeveer 2149 huishoudens. Het aantal inwoners steeg in de periode 1991-2001 met 18,9% volgens cijfers uit de tienjaarlijkse volkstellingen van ISTAT.
| Jaar | Inwoneraantal |
| ---- | ------------- |
| 1991 | 4699          |
| 2001 | 5587          |

## Geografie
De gemeente ligt op ongeveer 169 m boven zeeniveau.
Longiano grenst aan de volgende gemeenten: Borghi, Cesena, Gambettola, Gatteo, Montiano, Roncofreddo, Santarcangelo di Romagna (RN), Savignano sul Rubicone.